# Philippe Coutinho
Pour les articles homonymes, voir Coutinho.
Philippe Coutinho, né le 12 juin 1992 à Rio de Janeiro au Brésil, est un footballeur international brésilien qui évolue au poste de milieu offensif au Vasco da Gama.
Formé au Vasco da Gama, Coutinho attire tôt la convoitise des clubs européens. Il s'engage avec l'Inter Milan à seize ans mais ne peut jouer en Europe en étant mineur et reste en prêt à Vasco. En 2010, il intègre le club italien à sa majorité mais peine à confirmer. Début 2013, le Brésilien est transféré au Liverpool FC où il s’épanouit. Coutinho devient décisif en tant que buteur mais surtout passeur et permet au LFC de revenir au premier rang européen avec les défaites en finale de Ligue Europa 2016 et Ligue des champions 2018. Le milieu de terrain ne prend pas part à cette dernière, transféré au FC Barcelone durant le mercato hivernal 2018. Coutinho ne parvient pas à retrouver le niveau qui était le sien à Liverpool malgré l'obtention de trophées collectifs tels que les sacres en Liga en 2018 et 2019. Il est alors prêté au Bayern Munich pour la saison 2019-2020 mais peine à convaincre le club allemand de l'acquérir définitivement dans ses rangs malgré quelques belles performances individuelles et un bilan collectif faste avec un sacre en Bundesliga et en Ligue des champions, premier titre dans cette compétition pour le Brésilien. De retour au Barça, il ne convainc toujours pas, barré par des blessures et des performances en deçà de ses capacités. Coutinho est une nouvelle fois prêté au mercato hivernal 2022, rejoignant Aston Villa.
Sous la houlette de son ancien coéquipier et désormais entraîneur Steven Gerrard, il réalise de belles performances et se montre décisif à plusieurs reprises.
En 2022 il est officiellement acheté par le club d’Aston Villa.
Sur le plan international, Coutinho débute tôt dans les sélections jeunes brésiliennes et remporte le Championnat CONMEBOL U17 2007 et la Coupe du monde U20 2011. En 2010, à dix-huit ans, Philippe joue sa première rencontre avec l'équipe du Brésil A. Pour autant, sa seconde cape n'intervient que durant la saison 2014-2015 à la fin de laquelle il participe à sa première compétition majeure, la Copa América 2015. Il est ensuite convoqué pour toutes les épreuves jouées par le Brésil : Copa América 2016 et 2019 ainsi que la Coupe du monde 2018.
Philippe Coutinho est réputé pour ses qualités techniques et sa polyvalence au milieu de terrain. Sa vision de jeu ainsi que ses frappes de balle soudaines et puissantes sont des menaces pour ses adversaires.

## Biographie

### Enfance et formation
Troisième et plus jeune fils d'Esmeralda Coutinho et de José Carlos Correia, Coutinho naît le 12 juin 1992 à Rio de Janeiro. Il grandit dans le district de Rocha au nord de Rio, entre un vieux bidonville et des entrepôts industriels.
Enfant timide et solitaire, Coutinho commence d'abord à jouer au football après avoir vu ses frères aînés Cristiano et Leandro jouer avec leurs amis sur un terrain de football en béton local. Il joue dans un premier temps au futsal qui lui permet de développer une agilité technique. Après avoir rejoint une académie de football locale sur l'insistance de la grand-mère de son ami, son père est ensuite approché lors d'un tournoi par des entraîneurs de jeunes du Vasco da Gama, où il effectue un test et rejoint le centre de formation du club.

### Débuts avec Vasco puis l'Inter Milan (2009-2013)

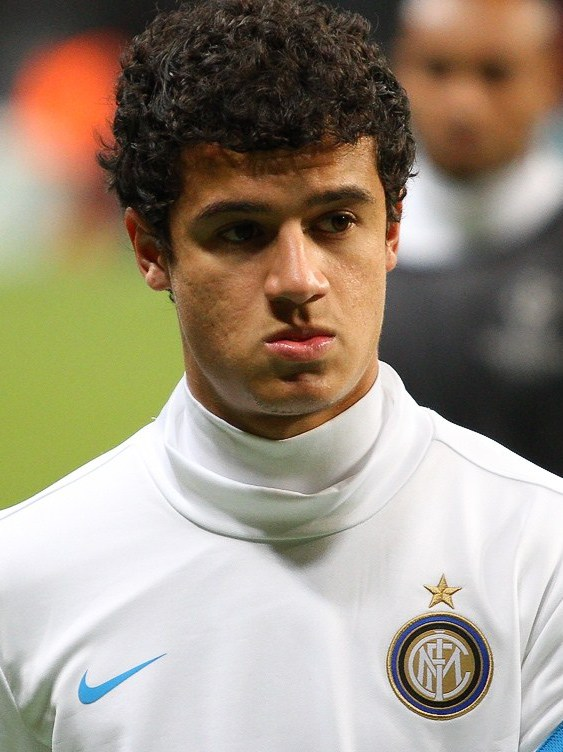
Coutinho avec l'Inter Milan en 2011.

Coutinho est révélé au grand jour en 2008 par son club formateur, le CR Vasco da Gama. Il est élu meilleur jeune du championnat du Brésil 2007-2008.
Le 17 juin 2008, il signe un contrat avec l'Inter Milan pour cinq ans et 3,8 millions d'euros, mais il est prêté au CR Vasco da Gama jusqu'en juin 2010, jusqu'au jour de ses dix-huit ans, puisque la FIFA interdit les transferts internationaux avant l'âge de 18 ans.
Il est donc prêté en 2009 au Vasco da Gama. Le 25 janvier 2010, Coutinho marque ses deux premiers buts en tant que joueur professionnel lors de la victoire de Vasco contre Botafogo (6-0). Après avoir marqué 5 buts en 43 matchs cette saison avec Vasco, il revient à l'Inter Milan.
Le 15 juillet 2010, six jours après ses dix-huit ans et enfin autorisé par les lois de la FIFA à rejoindre l'Inter Milan, il effectue son premier entraînement avec l'Inter Milan sous la houlette de Rafael Benítez et est présenté officiellement aux médias le 19 juillet. Le 8 mai 2011, lors de la 36e journée, il inscrit son premier but en match officiel pour l'Inter Milan sur coup franc.
Le 19 novembre 2011 lors de la 12e journée de Serie A, il revient dans l'effectif après une blessure et devient titulaire d'entrée sur une absence de dernière minute de Wesley Sneijder, il fait une entrée remarquable et inscrit un but, il prouve une nouvelle fois qu'il a un énorme talent. Cependant, en déficit de temps de jeu, Coutinho intéresse de nombreux clubs dont Liverpool FC.
En janvier 2012, après avoir disputé seulement 8 matchs toutes compétitions confondues, Coutinho part en prêt à l'Espanyol de Barcelone jusqu'à la fin de la saison 2011-2012,. Le 4 février, Coutinho débute sous le maillot perico contre l'Athletic Bilbao. Un mois plus tard, il réalise un doublé face au Rayo Vallecano. Le Brésilien montre sa technique lors d'une victoire à domicile contre le Racing Santander en inscrivant un but et distillant une passe décisive. Il marque un joli coup franc contre Málaga et clôt le championnat par une nouvelle réalisation lors d'un nul arraché au Séville FC. Coutinho termine sa courte aventure en Espagne avec un bilan de cinq buts en seize matchs joués. À l'expiration de son prêt, il reprend immédiatement l'entraînement avec l'Inter de Milan.

### Confirmation au Liverpool FC (2013-2018)
En manque de temps de jeu à l'Inter Milan où il ne dispute que 19 matches toutes compétitions confondues pour 3 buts, il est transféré à Liverpool FC le 30 janvier 2013 pour un montant avoisinant les 10 millions d'euros.
Le 17 février 2013, il marque pour sa première titularisation sur une passe de Luis Suárez face à Swansea. Deux semaines plus tard, il est de nouveau titulaire lors d'un déplacement à Wigan. Le jeune Brésilien est l'auteur des passes décisives sur les deux premiers buts de son équipe. À la suite de très bons débuts avec son nouveau club, il est élu joueur du mois de mars par les supporters de Liverpool. Durant une interview, Coutinho se dit satisfait de ses débuts anglais : « J’apprends tout le temps. Je suis encore jeune et j’ai encore tant à apprendre. J’espère être ici pendant des années et devenir un grand joueur de Liverpool. Je vais continuer à travailler dur et faire de mon mieux pour améliorer mes performances. ». Lors du dernier match de la saison face au Queens Park Rangers, il marque l'unique but de la rencontre.

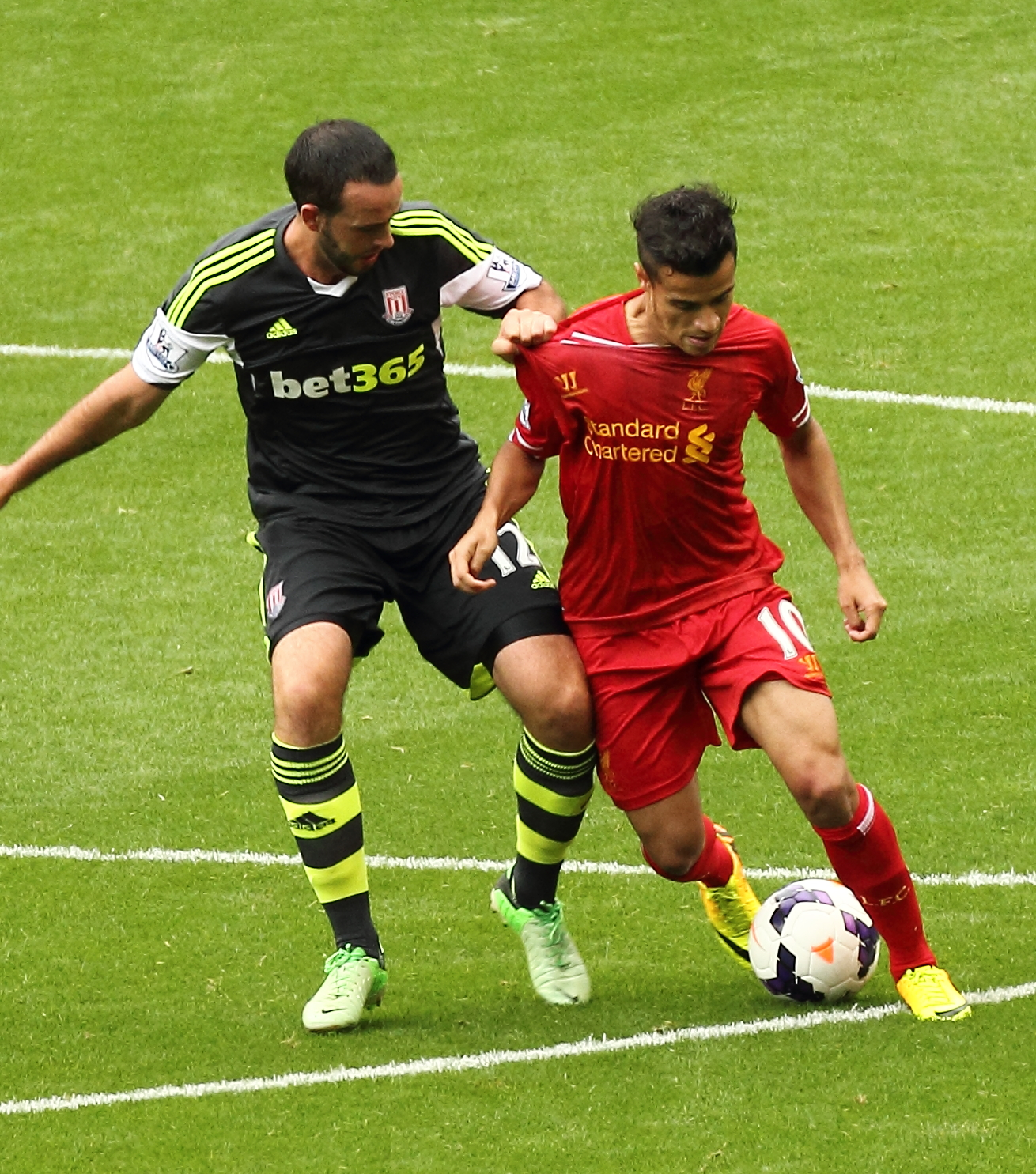
Coutinho en action avec Liverpool face à Stoke City en 2013.

Coutinho enchaîne les belles performances durant la saison 2013-2014. Formant une attaque redoutable avec Daniel Sturridge, Steven Gerrard, Raheem Sterling et Luis Suárez, ils portent Liverpool durant toute la saison. Ainsi, Liverpool survole la Premier League et peut prétendre au titre. Mais les trois dernières journées de championnat voient Liverpool perdre face à Chelsea puis concéder un match nul face à Crystal Palace. Liverpool finit dauphin du championnat, à deux points de Manchester City. Il finit l'exercice avec cinq buts et sept passes décisives en championnat. Cependant, ses bonnes prestations ne sont pas suffisantes pour participer à la Coupe du monde qui se dispute dans son pays.
Une nouvelle fois auteur d'une bonne pré-saison, Coutinho a du mal à confirmer les espoirs placés en lui au début de la saison 2014-2015. Cela n'empêche pas les dirigeants, conscient de son fort potentiel, de lui proposer une prolongation de contrat. Après un début de saison difficile à l'image de toute l'équipe des Reds, Coutinho retrouve peu à peu sa forme de la saison passée, grâce notamment au nouveau dispositif mis en place par Brendan Rodgers en 3-4-3, permettant à l'équipe d’enfiler les victoires. Il inscrit son premier but de la saison face aux Queens Park Rangers à la toute dernière minute de jeu pour une victoire 3-2. En février 2015, Coutinho prolonge son contrat pour une "longue durée", non dévoilée, avec les Reds,. Il affiche des statistiques honorables avec huit buts et sept passes décisives toutes compétition confondues et est récompensé par le titre de meilleur joueur de la saison de Liverpool.
À l'aube de la saison 2015-2016, après les départs de Steven Gerrard et Raheem Sterling et la méforme de Mario Balotelli, la presse affirme que Coutinho peut prendre le statut de star de Liverpool. En août 2015, Coutinho ouvre le score lors de la première journée de championnat, marquant le seul but de la rencontre contre Stoke City. Lors de la troisième journée, le Brésilien réalise une performance remarquée et de haut niveau contre Arsenal malgré un match nul. Au cours de la saison, le milieu brésilien se montre nettement plus décisif devant le but et confirme sa montée en puissance avec l'arrivée d'un nouvel entraîneur, l’Allemand Jürgen Klopp. Ce dernier lui attribue sa confiance, que le joueur rend en enchaînant d'importantes performances. Parvenant à se hisser en finale de la Coupe de la Ligue, Liverpool ne réédite pas sa victoire de 2012. En Ligue Europa, Coutinho marque un but aussi important que splendide contre Manchester United, amenant les siens en quarts. Comme en 2001, le club rouge se hisse en finale malgré un parcours difficile contre le double tenant du titre du Séville FC. Pourtant, Coutinho assiste impuissant à une défaite 3-1 bien que les Anglais aient ouvert le score. Il finit sa saison avec douze buts au compteur mais un bilan moins flatteur au niveau collectif puisque le club anglais aura perdu deux finales.
Comme lors de la saison précédente, Coutinho marque dès la première journée de Premier League au mois d'août 2016 en signant un doublé contre Arsenal FC et contribue à la victoire de Liverpool 4-3. Malgré une première partie de saison canonique où il finit notamment trois fois de suite « Homme du match », le milieu se blesse en novembre à la suite d'un choc au pied droit avec Didier Ndong Ibrahim contre Sunderland. En décembre 2016, Coutinho est sacré « Meilleur Brésilien d'Europe ». Le 25 janvier 2017, Coutinho prolonge son contrat avec le club rouge, courant dès lors jusqu'en 2022,. Le joueur aurait refusé une offre de la part du FC Barcelone où son coéquipier en sélection et ami Neymar joue. En marquant son 29e but contre Bournemouth, Coutinho devient le meilleur buteur brésilien de l'histoire de la Premier League en devançant Juninho Paulista. Ce record est battu par son coéquipier Roberto Firmino en décembre 2018.
Durant le mercato d'été 2017, Coutinho exprime l’envie de quitter l'Angleterre. Très rapidement, de nombreuses rumeurs réaffirment l’intérêt du FC Barcelone. La presse fait état d'un bras de fer entre le Brésilien et Liverpool, qui veut garder son joueur. Finalement, il reste chez les Reds. Malgré cela, Coutinho est convoqué par Tite pour les éliminatoires de la Coupe du monde 2018. Alors qu'il vient d'entrer en jeu contre l'Équateur, Coutinho marque un but à la suite d'une combinaison avec Gabriel Jesus qui scelle la victoire 2-0. Le milieu fond en larmes lorsqu'il célèbre son but, signe de son mal-être dû à son transfert avorté. Il fait son retour en Angleterre au début du mois de septembre lors d'une rencontre de Ligue des champions contre le Séville FC. Le 17 septembre, Coutinho délivre une passe décisive avant de marquer sur coup franc contre Leicester. Sa performance est saluée par la presse et permet à Liverpool de l'emporter 3-2,. Le 6 décembre, nommé capitaine en l’absence de Henderson et Milner, il inscrit son premier triplé à Liverpool contre le Spartak Moscou en Ligue des champions (7-0),. Le milieu enchaîne les bonnes prestations en championnat, marquant quatre buts et délivrant autant de passes au mois de décembre. Il se voit même de nouveau confier le brassard de capitaine à deux reprises par Klopp. Néanmoins, les rumeurs l’envoyant à Barcelone ne désenflent pas et un certain malaise s’installe entre le joueur et le club; la situation n'étant pas claire. Coutinho quitte finalement Liverpool au mercato d’hiver. Il clôt donc cinq années passées chez les Reds, totalisant 54 buts en 201 matchs.

### Transfert et passage au FC Barcelone (2018-2022)
Le 6 janvier 2018, le FC Barcelone annonce l'arrivée du joueur brésilien qui signe jusqu'en 2023. Le transfert s'élève à un montant de 120 millions d'euros (+ 40 de bonus[pas clair]). Sa clause de départ est fixée à 400 millions d'euros. Il s'agit du transfert le plus élevé de l'histoire du club. La polyvalence de Coutinho et sa qualité technique font de lui le successeur naturel d'Andrés Iniesta.
Quelques jours après avoir signé dans le club de ses rêves, Coutinho fait ses débuts sous le maillot blaugrana le 25 janvier 2018 en entrant en jeu contre son ancien club du RCD Espanyol en Coupe du Roi,. Il marque son premier but le 8 février contre le Valence CF dans la même compétition sur une passe de Luis Suárez, son ancien coéquipier de Liverpool. Le 24 février 2018, Coutinho marque son premier but avec le Barça en Liga contre le Gérone FC et délivre également une passe décisive pour une victoire 6-1. Le 13 mai, il réalise son premier triplé barcelonais contre Levante mais le Barça s'incline 5 à 4, mettant fin à leur série de 43 matches sans défaite en Liga, à une journée de la clôture du championnat,. Lors de sa première saison avec Barcelone, Coutinho remporte le doublé championnat/Coupe du Roi alors qu’il n’avait rien gagné en cinq ans à Liverpool.
Lors de la deuxième journée de Ligue des champions, il ouvre le score face à Tottenham, Barcelone remporte le match 4-2 à Wembley. Pour son premier Clásico contre le Real Madrid, Coutinho marque un but et contribue à un large succès 5-1,. En avril 2019, il marque un but d'une frappe pleine lucarne pour sceller la victoire 3-0 des Blaugranas dans le quart de finale retour de Ligue des champions face à Manchester United.

#### Prêt au Bayern Munich (2019-2020)
Le 19 août 2019, Coutinho rejoint le Bayern Munich pour un prêt d’un an contre 8,5 millions d'euros et une option d’achat de 120 millions d’euros.
Le 24 août, il découvre la Bundesliga en remplaçant Thomas Müller lors d'une victoire 0-3 contre le Schalke 04. Coutinho ouvre son compteur en championnat le 21 septembre en provoquant un penalty qu'il transforme avant de sceller une victoire 4-0 à l'Allianz Arena en délivrant une passe à Ivan Perišić face à Cologne. Le Brésilien aura ainsi marqué au moins un but dans les quatre grands championnats européens durant sa carrière. Le 14 décembre 2019, Coutinho se fait remarquer en inscrivant un triplé et en délivrant deux passes décisives lors de la large victoire du Bayern contre le Werder Brême, en championnat (6-1). Il remporte la Ligue des champions (1-0) contre le PSG. Il participe surtout à la démonstration munichoise en quart de finale, inscrivant un doublé contre le FC Barcelone (8-2). Malgré des statistiques honorables, Coutinho ne convainct pas les dirigeants bavarois de lever l’option d’achat fixée par les Catalans.

### Aston Villa (2022)
Le 7 janvier 2022, Aston Villa annonce le prêt de Coutinho pour six mois, avec une option d'achat estimée à 40 millions d'euros,. Il y retrouve Steven Gerrard, son ancien coéquipier à Liverpool, qui est désormais entraîneur de Villa. Le milieu consent à une baisse de son salaire barcelonais afin de regagner l'Angleterre, touchant 65% de ses émoluments habituels et permettant au Barça d'alléger sa masse salariale pour enregistrer la nouvelle recrue Ferran Torres.
Coutinho joue ses premières minutes le 15 janvier en remplaçant Morgan Sanson en seconde mi-temps contre Manchester United lors de la 22e journée de Premier League. Alors que son équipe est menée 0-2 à domicile, le Brésilien est à l'origine du premier but des Villans puis inscrit celui du match nul.
Le 12 mai 2022, Aston Villa annonce lever l'option d'achat de Coutinho. Le milieu de terrain brésilien signe alors un contrat de quatre ans, soit jusqu'en juin 2026,.

#### Prêt à Al-Duhail SC (2023-2024)
Le 8 septembre 2023, Philippe Coutinho rejoint Al-Duhail SC sous la forme d'un prêt d'une saison.
Coutinho se fait remarquer dès son premier match pour le club en marquant son premier but, le 28 septembre 2023 face au Al-Markhiya. Titulaire, il contribue à la victoire de son équipe par deux buts à un.

#### Retour en prêt au Vasco da Gama (depuis 2024)
Le 10 juillet 2024, le joueur retourne dans son club de formateur en prêt, le Vasco da Gama.
Coutinho marque son premier but en championnat depuis son retour au club le 15 septembre 2024 face au CR Flamengo. Entré en cours de jeu, il inscrit le but égalisateur de son équipe (1-1 score final).

### En équipe nationale
En août 2010, Mano Menezes convoque Coutinho avec la sélection nationale lors d'un camp d'entraînement d'une semaine. Le 7 octobre 2010, face à l'Iran (3-0), il joue son premier match international avec la sélection brésilienne à l'âge de 18 ans. Titulaire, il joue la première mi-temps avant d'être remplacé par Elias à la 46e minute du match.
Coutinho, victime d'une concurrence très forte au milieu de terrain, n'est cependant pas rappelé en sélection pendant plus de quatre ans. Il est rappelé en septembre 2014 et se fait remarquer en octobre 2014 lors d'un match amical contre le Japon en délivrant deux passes décisives pour Neymar (victoire 4-0). Il est à l'origine de deux buts dont une passe décisive pour Neymar. En mai 2015, il fait partie de la liste des Brésiliens partant jouer la Copa América, remplaçant Oscar. Le 7 juin 2015, lors d'un match amical face au Mexique, Coutinho inscrit son premier but en sélection. Malgré de bons matchs avant la compétition, le parcours des Brésiliens en Copa prend fin en quarts de finale contre le Paraguay.
En juin 2016, lors du deuxième match de Copa América Centenario, Coutinho inscrit son premier triplé en carrière durant une victoire fleuve des siens 7-1 contre Haïti,. Cette victoire, bien que prometteuse ne suffit pas au Brésil pour se qualifier pour les phases finales de la compétition,.
Le 14 mai 2018, Coutinho fait partie de la liste des joueurs brésiliens convoqués par le sélectionneur Tite pour participer à la Coupe du monde en Russie. Il ouvre le score lors du premier match du Brésil contre la Suisse (1-1). Il se met en évidence en marquant un autre but lors du match suivant, lors de la victoire face au Costa Rica (2-0 score final). Le Brésil est éliminé en quarts de finale par la Belgique. Coutinho se fait tout de même remarquer ce jour-là en délivrant une passe décisive pour Renato Augusto mais c'est insuffisant (1-2 pour la Belgique).
Malgré une saison en demi-teinte à Barcelone, Coutinho est présent à la Copa América 2019 qui se joue à domicile, au Brésil. Il inscrit un doublé contre la Bolivie durant le premier match de la Seleção le 14 juin (3-0). Coutinho reçoit la confiance de Tite et demeure un titulaire incontestable durant toute la compétition. Le Brésil se hisse en finale et affronte le Pérou, déjà rencontré en phase de groupes pour une victoire 5-0, et s'impose à nouveau, sur le score de 3 à 1. Coutinho remporte ainsi son premier trophée en sélection nationale, le neuvième pour la nation dans ce tournoi.

## Style de jeu
Philippe Coutinho est doté d'un large éventail technique, qu'il doit à sa pratique du futsal durant sa jeunesse. Pur numéro 10 à la brésilienne, dans la lignée de Zico ou Ronaldinho, il peut évoluer à différents postes tels que milieu offensif ou ailier, ou même au poste de milieu relayeur. Sa vitesse de course surprend son vis-à-vis et, n'hésitant pas à crocheter et dribbler, Coutinho s'infiltre aisément dans les défenses. Il possède une vision du jeu qui lui permet d'avoir un temps d'avance et de donner des ballons précis. Le meneur de jeu de poche est capable de sentir les failles de l'équipe adverse et sait les exploiter à bon escient. Sa qualité de passe alliée à un sens du collectif fait de lui un passeur décisif de qualité.
Bien que droitier, Coutinho sait tirer du pied gauche, ce qui rend ses tirs imprévisibles. Le brésilien peut décocher des frappes puissantes et souvent enroulées de loin, de la même manière que Steven Gerrard. Malgré son poste offensif, il se montre bon tacleur et participe à l'effort défensif. Néanmoins, sa faiblesse réside dans la finition.
Coutinho reçoit de nombreux éloges de la part de ses pairs, notamment de son meilleur ami Neymar qui le compare à « un crack » tandis que son ancien coéquipier Gerrard le qualifie de « magique ».

## Statistiques

### Statistiques détaillées
Ce tableau présente les statistiques en carrière de Philippe Coutinho
| Saison                | Club                         | Championnat           | Championnat | Championnat | Championnat | Coupe nationale | Coupe nationale | Coupe nationale | Coupe de la Ligue | Coupe de la Ligue | Coupe de la Ligue | Supercoupe | Supercoupe | Supercoupe | Compétition(s) continentale(s) | Compétition(s) continentale(s) | Compétition(s) continentale(s) | Compétition(s) continentale(s) | Autres compétitions | Autres compétitions | Autres compétitions | Autres compétitions | Brésil | Brésil | Brésil | Total | Total | Total |
| Saison                | Club                         | Division              | M.          | B.          | P.d.        | M.              | B.              | P.d.            | M.                | B.                | P.d.              | M.         | B.         | P.d.       | Comp.                          | M.                             | B.                             | P.d.                           | Comp.               | M.                  | B.                  | P.d.                | M.     | B.     | P.d.   | M.    | B.    | P.d.  |
| 2009                  | Vasco da Gama (prêt)         | SB                    | 12          | 0           | 1           | -               | -               | -               | -                 | -                 | -                 | -          | -          | -          | -                              | -                              | -                              | -                              | -                   | -                   | -                   | -                   | -      | -      | -      | 12    | 0     | 1     |
| 2010                  | Vasco da Gama (prêt)         | SA                    | 7           | 1           | 2           | 7               | 1               | 2               | -                 | -                 | -                 | -          | -          | -          | -                              | -                              | -                              | -                              | CC                  | 17                  | 3                   | -                   | -      | -      | -      | 31    | 5     | 4     |
| Sous-total            | Sous-total                   | Sous-total            | 19          | 1           | 3           | 7               | 1               | 2               | -                 | -                 | -                 | -          | -          | -          | -                              | -                              | -                              | -                              | -                   | 17                  | 3                   | -                   | -      | -      | -      | 43    | 5     | 5     |
| 2010-2011             | Inter Milan                  | SA                    | 13          | 1           | 1           | -               | -               | -               | -                 | -                 | -                 | -          | -          | -          | C1                             | 6                              | 0                              | 1                              | SU                  | 1                   | 0                   | 0                   | 1      | 0      | 0      | 21    | 1     | 2     |
| 2011-2012             | Inter Milan                  | SA                    | 5           | 1           | 1           | -               | -               | -               | -                 | -                 | -                 | -          | -          | -          | C1                             | 3                              | 0                              | 0                              | -                   | -                   | -                   | -                   | -      | -      | -      | 8     | 1     | 1     |
| 2012-2013             | Inter Milan                  | SA                    | 10          | 1           | 0           | -               | -               | -               | -                 | -                 | -                 | -          | -          | -          | C3                             | 9                              | 2                              | 1                              | -                   | -                   | -                   | -                   | -      | -      | -      | 19    | 3     | 1     |
| Sous-total            | Sous-total                   | Sous-total            | 28          | 3           | 2           | -               | -               | -               | -                 | -                 | -                 | -          | -          | -          | -                              | 18                             | 2                              | 2                              | -                   | 1                   | 0                   | 0                   | -      | -      | -      | 47    | 5     | 4     |
| 2011-2012             | RCD Espanyol (prêt)          | LG                    | 16          | 5           | 1           | -               | -               | -               | -                 | -                 | -                 | -          | -          | -          | -                              | -                              | -                              | -                              | -                   | -                   | -                   | -                   | -      | -      | -      | 16    | 5     | 1     |
| Sous-total            | Sous-total                   | Sous-total            | 16          | 5           | 1           | -               | -               | -               | -                 | -                 | -                 | -          | -          | -          | -                              | -                              | -                              | -                              | -                   | -                   | -                   | -                   | -      | -      | -      | 16    | 5     | 1     |
| 2012-2013             | Liverpool FC                 | PL                    | 13          | 3           | 7           | -               | -               | -               | -                 | -                 | -                 | -          | -          | -          | -                              | -                              | -                              | -                              | -                   | -                   | -                   | -                   | -      | -      | -      | 13    | 3     | 7     |
| 2013-2014             | Liverpool FC                 | PL                    | 33          | 5           | 7           | 3               | 0               | 0               | 1                 | 0                 | 1                 | -          | -          | -          | -                              | -                              | -                              | -                              | -                   | -                   | -                   | -                   | -      | -      | -      | 37    | 5     | 8     |
| 2014-2015             | Liverpool FC                 | PL                    | 35          | 5           | 5           | 7               | 3               | 0               | 4                 | 0                 | 1                 | -          | -          | -          | C1+C3                          | 5+1                            | 0+0                            | 0+0                            | -                   | -                   | -                   | -                   | 10     | 1      | 1      | 62    | 9     | 7     |
| 2015-2016             | Liverpool FC                 | PL                    | 26          | 8           | 5           | 1               | 1               | 0               | 3                 | 1                 | 0                 | -          | -          | -          | C3                             | 13                             | 2                              | 2                              | -                   | -                   | -                   | -                   | 6      | 3      | 1      | 49    | 15    | 8     |
| 2016-2017             | Liverpool FC                 | PL                    | 31          | 13          | 7           | 2               | 0               | 1               | 3                 | 1                 | 1                 | -          | -          | -          | -                              | -                              | -                              | -                              | -                   | -                   | -                   | -                   | 10     | 3      | 2      | 46    | 17    | 11    |
| 2017-2018             | Liverpool FC                 | PL                    | 14          | 7           | 6           | -               | -               | -               | 1                 | 0                 | 0                 | -          | -          | -          | C1                             | 5                              | 5                              | 2                              | -                   | -                   | -                   | -                   | 5      | 1      | 0      | 25    | 13    | 8     |
| Sous-total            | Sous-total                   | Sous-total            | 152         | 41          | 37          | 13              | 4               | 1               | 12                | 2                 | 3                 | -          | -          | -          | -                              | 24                             | 7                              | 4                              | -                   | -                   | -                   | -                   | 31     | 8      | 4      | 232   | 62    | 49    |
| 2017-2018             | FC Barcelone                 | LG                    | 18          | 8           | 5           | 4               | 2               | 1               | -                 | -                 | -                 | -          | -          | -          | C1                             | -                              | -                              | -                              | -                   | -                   | -                   | -                   | 9      | 4      | 3      | 31    | 14    | 9     |
| 2018-2019             | FC Barcelone                 | LG                    | 34          | 5           | 2           | 7               | 3               | 0               | -                 | -                 | -                 | 1          | 0          | 0          | C1                             | 12                             | 3                              | 3                              | -                   | -                   | -                   | -                   | 14     | 4      | 2      | 68    | 15    | 7     |
| 2020-2021             | FC Barcelone                 | LG                    | 12          | 2           | 2           | -               | -               | -               | -                 | -                 | -                 | -          | -          | -          | C1                             | 2                              | 1                              | 0                              | -                   | -                   | -                   | -                   | 2      | 1      | 0      | 16    | 4     | 2     |
| 2021-2022             | FC Barcelone                 | LG                    | 12          | 2           | 0           | -               | -               | -               | -                 | -                 | -                 | -          | -          | -          | C1                             | 4                              | 0                              | 0                              | -                   | -                   | -                   | -                   | -      | -      | -      | 16    | 2     | 0     |
| Sous-total            | Sous-total                   | Sous-total            | 76          | 17          | 9           | 11              | 5               | 1               | 0                 | 0                 | 0                 | 1          | 0          | 0          | -                              | 18                             | 4                              | 3                              | -                   | -                   | -                   | -                   | 25     | 9      | 5      | 131   | 35    | 18    |
| 2019-2020             | Bayern Munich (prêt)         | BD                    | 23          | 8           | 6           | 4               | 0               | 0               | -                 | -                 | -                 | -          | -          | -          | C1                             | 11                             | 3                              | 3                              | -                   | -                   | -                   | -                   | 6      | 1      | 0      | 44    | 12    | 9     |
| Sous-total            | Sous-total                   | Sous-total            | 23          | 8           | 6           | 4               | 0               | 0               | -                 | -                 | -                 | -          | -          | -          | -                              | 11                             | 3                              | 3                              | -                   | -                   | -                   | -                   | 6      | 1      | 0      | 44    | 12    | 9     |
| 2021-2022             | Aston Villa (prêt)           | PL                    | 19          | 5           | 3           | 0               | 0               | 0               | -                 | -                 | -                 | -          | -          | -          | -                              | -                              | -                              | -                              | -                   | -                   | -                   | -                   | 5      | 3      | 0      | 24    | 8     | 3     |
| 2022-2023             | Aston Villa                  | PL                    | 19          | 1           | 0           | 1               | 0               | 0               | 1                 | 0                 | 0                 | -          | -          | -          | -                              | -                              | -                              | -                              | -                   | -                   | -                   | -                   | -      | -      | -      | 21    | 1     | 0     |
| 2023-2024             | Aston Villa                  | PL                    | 2           | 0           | 0           | -               | -               | -               | -                 | -                 | -                 | -          | -          | -          | C4                             | -                              | -                              | -                              | -                   | -                   | -                   | -                   | -      | -      | -      | 2     | 0     | 0     |
| Sous-total            | Sous-total                   | Sous-total            | 40          | 6           | 3           | 1               | 0               | 0               | 1                 | 0                 | 0                 | -          | -          | -          | -                              | 0                              | 0                              | 0                              | -                   | -                   | -                   | -                   | 5      | 3      | 0      | 47    | 9     | 3     |
| 2023 - 2024           | Al-Duhail Sports Club (prêt) | QSL                   | 6           | 2           | 0           | 1               | 1               | 1               | -                 | -                 | -                 | -          | -          | -          | C1                             | 3                              | 2                              | 1                              | -                   | -                   | -                   | -                   | -      | -      | -      | 10    | 5     | 2     |
| Total sur la carrière | Total sur la carrière        | Total sur la carrière | 354         | 81          | 61          | 36              | 10              | 4               | 13                | 2                 | 3                 | 1          | 0          | 0          | -                              | 71                             | 16                             | 12                             | -                   | 18                  | 3                   | 0                   | 68     | 21     | 9      | 561   | 133   | 89    |

### Buts internationaux
| 0  | Date              | Lieu                                                     | Adversaire   | Score | Résultats | Compétitions                      |
| -- | ----------------- | -------------------------------------------------------- | ------------ | ----- | --------- | --------------------------------- |
| 1  | 7 juin 2015       | Allianz Parque, São Paulo, Brésil                        | Mexique      | 1-0   | 2-0       | Match amical                      |
| 2  | 9 juin 2016       | Camping World Stadium                                    | Haïti        | 1-0   | 7-1       | Copa América Centenario           |
| 3  | 9 juin 2016       | Camping World Stadium                                    | Haïti        | 2-0   | 7-1       | Copa América Centenario           |
| 4  | 9 juin 2016       | Camping World Stadium                                    | Haïti        | 7-1   | 7-1       | Copa América Centenario           |
| 5  | 7 octobre 2016    | Arena das Dunas, Natal, Brésil                           | Bolivie      | 2-0   | 5-0       | Éliminatoires Coupe du monde 2018 |
| 6  | 10 novembre 2016  | Estádio Mineirão, Belo Horizonte, Brésil                 | Argentine    | 1-0   | 3-0       | Éliminatoires Coupe du monde 2018 |
| 7  | 29 mars 2017      | Arena Corinthians, São Paulo, Brésil                     | Paraguay     | 1-0   | 3-0       | Éliminatoires Coupe du monde 2018 |
| 8  | 31 août 2017      | Arena do Grêmio, Porto Alegre, Brésil                    | Équateur     | 2-0   | 2-0       | Éliminatoires Coupe du monde 2018 |
| 9  | 23 mars 2018      | Stade Loujniki, Moscou, Russie                           | Russie       | 0-2   | 0-3       | Match amical                      |
| 10 | 10 juin 2018      | Stade Ernst-Happel, Vienne, Autriche                     | Autriche     | 0-3   | 0-3       | Match amical                      |
| 11 | 17 juin 2018      | Rostov Arena, Rostov-sur-le-Don, Russie                  | Suisse       | 1-0   | 1-1       | Coupe du monde 2018               |
| 12 | 22 juin 2018      | Stade Krestovski, Saint-Pétersbourg, Russie              | Costa Rica   | 1-0   | 2-0       | Coupe du monde 2018               |
| 13 | 12 septembre 2018 | FedExField, Landover, États-Unis                         | Salvador     | 3-0   | 5-0       | Match amical                      |
| 14 | 9 juin 2019       | Stade Beira-Rio, Porto Alegre, Brésil                    | Honduras     | 3-0   | 7-0       | Match amical                      |
| 15 | 14 juin 2019      | Estadio do Morumbi, São Paulo, Brésil                    | Bolivie      | 1-0   | 3-0       | Copa América 2019                 |
| 16 | 14 juin 2019      | Estadio do Morumbi, São Paulo, Brésil                    | Bolivie      | 2-0   | 3-0       | Copa América 2019                 |
| 17 | 19 novembre 2019  | Stade Mohammed-Bin-Zayed, Abou Dabi, Émirats arabes unis | Corée du Sud | 2-0   | 3-0       | Match amical                      |
| 18 | 10 octobre 2020   | Arena Corinthians, São Paulo, Brésil                     | Bolivie      | 5-0   | 5-0       | Éliminatoires Coupe du monde 2022 |

## Palmarès
| Inter Milan (4) | Liverpool FC                                                                        | FC Barcelone (5) | Bayern Munich (3)                                                                                                 | Équipe du Brésil (3) |
| --- | ----------------------------------------------------------------------------------- | --- | --- | --- |
| - Coupe du monde des clubs - Vainqueur en 2010 - Coupe d'Italie - Vainqueur en 2010 et 2011 - Supercoupe d'Italie - Vainqueur en 2010 | - Coupe de la Ligue anglaise - Finaliste en 2016 - Ligue Europa - Finaliste en 2016 | - Liga - Champion en 2018 et 2019 - Coupe d'Espagne - Vainqueur en 2018 et 2021 - Finaliste en 2019 - Supercoupe d'Espagne - Vainqueur en 2018 | - Bundesliga - Champion en 2020 - Coupe d'Allemagne - Vainqueur en 2020 - Ligue des champions - Vainqueur en 2020 | - Copa América - Vainqueur en 2019 - Coupe du monde des moins de 20 ans - Vainqueur en 2011 - Championnat des moins de 17 ans de la CONMEBOL - Vainqueur en 2009 |

## Distinctions personnelles
Coutinho fait partie de l'équipe type de la Premier League en 2015. Il remporte le Samba d'or du meilleur joueur brésilien évoluant en Europe en 2016. Lors de la Coupe du monde 2018, il remporte le prix de l'homme du match contre la Suisse et le Costa Rica.